# Kladušnica
Kladušnica (srbsky Кладушница) je vesnice ve východní části Srbska, administrativně spadající pod opštinu Kladovo. Vesnice leží na břehu veletoku Dunaje těsně podle proudu před Kladovem a za soutěskou Železná vrata. Na druhé straně veletoku se na rumunském území rozkládá obec Dudașu-Schelei.
Z národnostního hlediska je obyvatelstvo v drtivé většině srbské národnosti (přes 90 %). Vzhledem k odlehlosti od větších měst zde nicméně prudce klesal v posledních desetiletích počet obyvatel (roku 2022 zde žilo 550 osob).
V obci se nenachází téměř žádná občanská vybavenost. Intravilán obce přechází na severní straně v obec Davidovac a jižním směrem se nachází loděnice města Kladovo. Obcí vede cyklistická trasa, která kopíruje břeh Dunaje a dále silnice č. 35.